# Muzeum Parafialne w Paszynie
Muzeum Parafialne w Paszynie, a właściwie Muzeum Sztuki Ludowej im. ks. Edwarda Nitki – muzeum położone we wsi Paszyn (powiat nowosądecki). Placówka funkcjonuje przy tutejszej parafii Matki Boskiej Nieustającej Pomocy. Stanowi filię Muzeum Diecezjalnego w Tarnowie, ściśle współpracuje z Muzeum Ziemi Sądeckiej w Nowym Sączu.
W skład ekspozycji muzealnej wchodzą rzeźby i obrazy o tematyce sakralnej: postacie świętych (wizerunki Matki Bożej, Chrystus Frasobliwy, Pietà) oraz sceny rodzajowe z Biblii (m.in. Boże Narodzenie, Ukrzyżowanie i ucieczka do Egiptu). Prace twórców ludowych stanowią również wystrój kościoła (m.in. ambona, Droga Krzyżowa, konfesjonały, chrzcielnica oraz świeczniki).

## Historia
Muzeum powstało w 1994 roku, z inicjatywy ks. Stanisława Janasa, który w ten sposób zrealizował także plany swojego poprzednika – ks. prałata Edwarda Nitki, proboszcza tutejszej parafii w latach 1957–1981. Zasługą ks. Nitki – prekursora sztuki ludowej w Paszynie – było doprowadzenie do zawiązania się grupy twórców ludowych, której początek dał głuchoniemy rzeźbiarz Wojciech Oleksy. Pomocą ks. Nitce służył sądecki etnograf Antoni Kroh. Z czasem, przy pomocy sądeckiego malarza Franciszka Palki, powstała także grupa malarek na szkle. W latach 70. XX wieku prace grupy zaczęły zwracać uwagę mediów oraz etnografów; pojawiły się też sukcesy na wystawach i konkursach w Polsce i za granicą (m.in. podczas III Konkursu Współczesnej Rzeźby Karpat Polskich w 1977 roku nagrodzono aż 42 twórców z Paszyna).
Po śmierci ks. Nitki w 1981 roku jego dzieło kontynuował nowy proboszcz, ks. Stanisław Janas. Doprowadził on do rozpoczęcia w 1982 roku budowy muzeum, o co zabiegał ks. Nitka. W 1982 roku rozpoczęły się prace budowlane przy pomieszczeniach z przeznaczeniem na muzeum. Ostatecznie Muzeum Sztuki Ludowej im. ks. Edwarda Nitki w Paszynie otwarto 10 września 1994 roku, a jego poświęcenia dokonał bp. Józef Życiński. Od 2010 roku (po przejściu ks. Janasa na emeryturę) kustoszem muzeum był proboszcz parafii ks. Jerzy Bulsa, a w 2023 r. proboszcz Krzysztof Smoroński.